# Piacenza (provincie)
De provincie Piacenza is gelegen in het uiterste westen van de Noord-Italiaanse regio Emilia-Romagna. In het noorden grenst ze aan de Lombardische provincies Lodi en Cremona, in het oosten aan de provincie Parma, in het zuiden aan de Ligurische provincie Genua en ten slotte liggen ten westen van Piacenza het Piëmontese Alessandria en Lombardische Pavia.
De provincie wordt in het noorden geheel begrensd door de rivier de Po. Het vlakke deel van de provincie, in de nabijheid van de rivier is het dichtstbevolkt en sterk geïndustrialiseerd. De hoofdstad Piacenza is door de Romeinen gesticht omstreeks 216 voor Christus als Placentia en groeide uit tot de belangrijkste Romeinse vestiging in de Povlakte. Uit deze periode is slechts weinig over gebleven. In het hedendaagse Piacenza zijn vooral middeleeuwse monumenten te vinden, zoals de 12e-eeuwse Dom en 13e-eeuwse Palazzo del Comune.
Het achterland van de provincie is bergachtig. Op de eerste lage heuvels van de Apennijnen worden veel druiven verbouwd. De wijnen uit de provincie hebben een goede naam. Het belangrijkste dal van het gebied is het Val Trebbia. Hier ligt Bobbio dat vooral bekend is vanwege de Ponte Gobbo. Deze historische brug steekt met 11 grote bogen over de brede bedding van de Trebbia over. Het hoogste deel van het bergland maakt deel uit van de zogenaamde: Quattro Province. De geïsoleerde bergstreek die verspreid is over de provincies Genua, Alessandria, Pavia en Piacenza heeft een heel eigen cultuur. Het gebied heeft eigen feestdagen maar staat vooral bekend om de bijzondere dans en muziek.

## Foto's

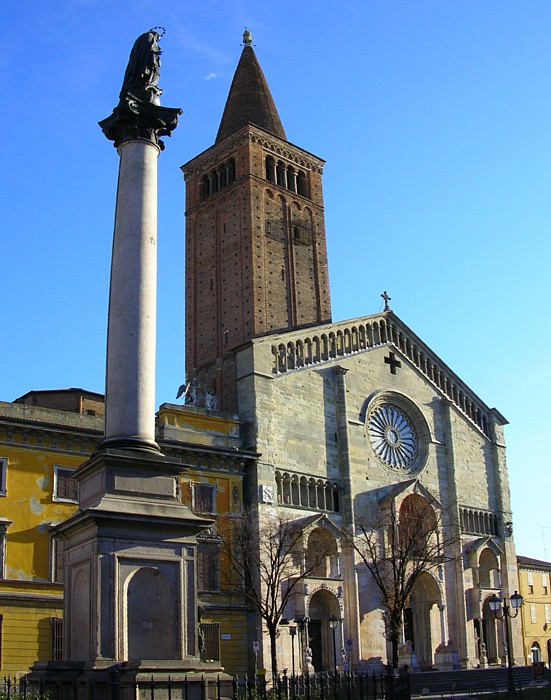
Duomo

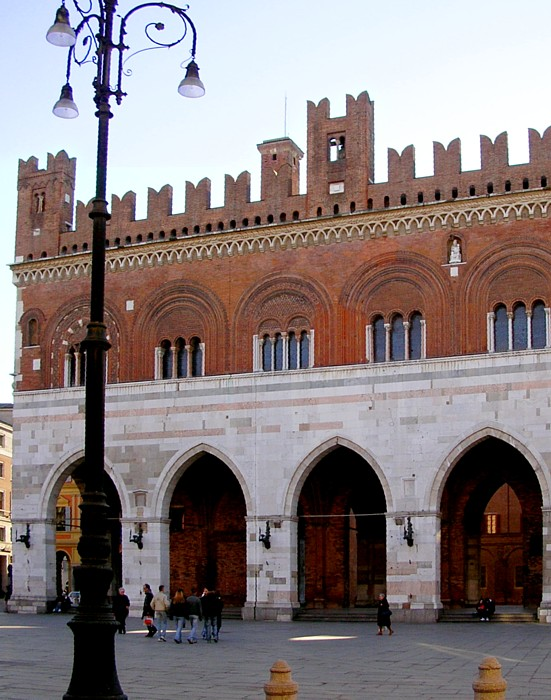
Palazzo del Comune

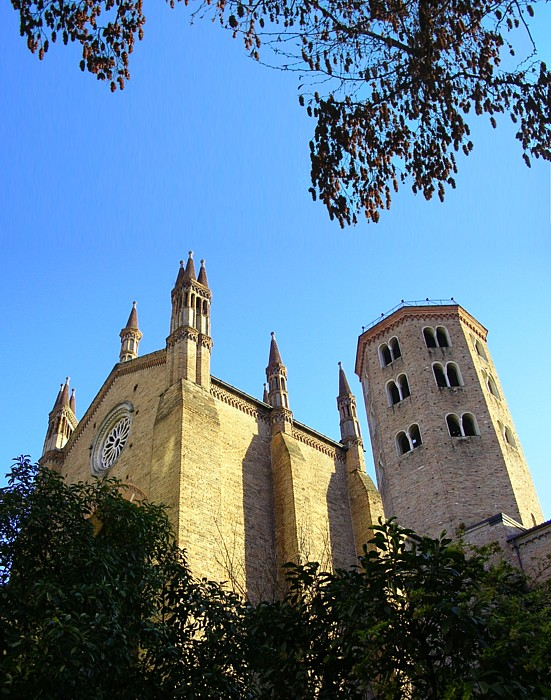
Sant'Antonino

## Belangrijke plaatsen
- Piacenza (95.132 inw.)
- Fiorenzuola d'Arda (13.349 inw.)
- Castel San Giovanni (11.908 inw.)